# Talang Bukit
Talang Bukit is een bestuurslaag in het regentschap Muaro Jambi van de provincie Jambi, Indonesië. Talang Bukit telt 1637 inwoners (volkstelling 2010).